# Red Hat Society

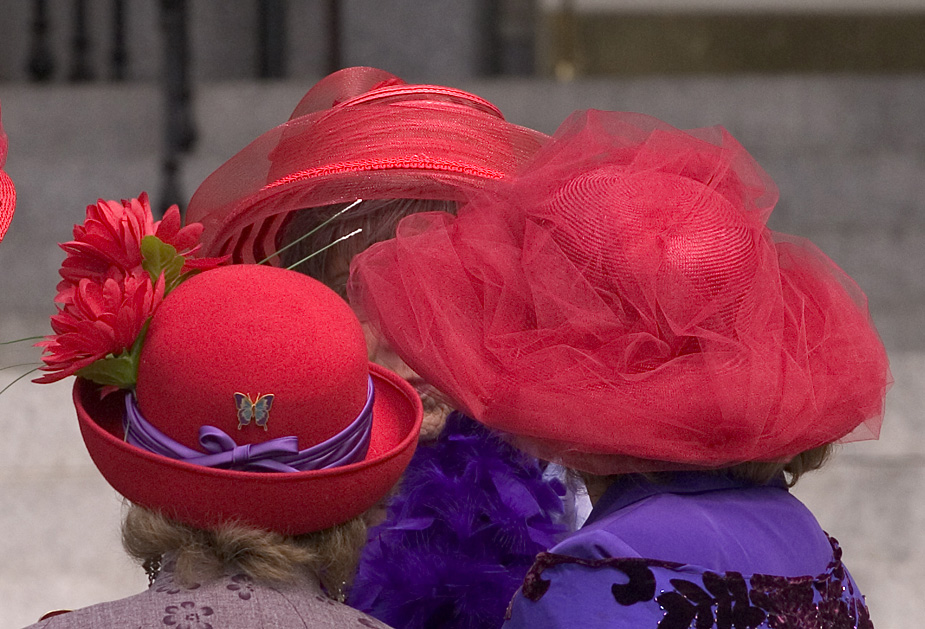
Enkele leden van de Red Hat Society

De Red Hat Society (de rode-hoedenvereniging) is een vrouwenorganisatie die in 1998 werd opgericht door Sue Ellen Cooper uit Fullerton, Californië in de Verenigde Staten. In april 2005 waren er ongeveer 1 miljoen geregistreerde leden in 40.000 "chapters" (afdelingen) in de VS en in vijfentwintig andere landen. De leden komen uit alle lagen van de bevolking.

## Over de Society
De Red Hat Society is geen vereniging met als achtergrond een of ander goed doel en er worden dus ook geen projecten georganiseerd om geld bij elkaar te krijgen. Het doel is sociale communicatie over en weer, het aanmoedigen van het maken van plezier, van frivoliteit, creativiteit en vriendschap in de middelbare leeftijd en daarna. De naam van de sociëteit komt uit de beginregels van het gedicht Warning van Jenny Joseph dat als volgt begint:
When I am an old woman I shall wear purple
With a red hat that doesn't go and doesn't suit me.
Vrij vertaald:
Wanneer ik oud ben ga ik paars dragen
Met een rode hoed die er niet bij past en me niet staat.
De oprichtster van een plaatselijk "chapter" wordt over het algemeen de "Queen" genoemd. De leden heten Red Hatters. Leden moeten 50 jaar of ouder zijn. Ze dragen rode hoeden en paarse jurken. Vrouwen onder de 50 mogen zich ook aansluiten, maar zij worden aspirant-leden genoemd of "Pink Hatters". Zij moeten een roze hoed en een lila jurk dragen op de bijeenkomsten tot zij 50 jaar zijn. Veel Red Hatters evenals Pink Hatters dragen graag zeer uitbundig gedecoreerde hoeden en aandacht trekkende accessoires, zoals boa’s. De bijeenkomsten verschillen per chapter, zoals het bijwonen of verzorgen van een theekrans, maar ook een bezoek aan een museum, cursus buikdansen, duiken, shoppen enz. Vrijheid blijheid, als men maar niet zeurt, want dat is beslist uit den boze.
De organisatie heeft drie boeken uitgegeven:
Red Hat Society: Fun and Friendship at 50, Red Hat Society's Laugh Lines: Stories of Inspiration and Hattitude, en Designer Scrapbooks the Red Hat Society Way (2005, Sterling). Ze publiceren ook een 2-maandelijks tijdschrift: Red Hat Lifestyle.
De officiële Red Hat Society dag is 25 april.
In februari 2005 is de eerste chapter in Nederland "De Eerste Nederlandse Red Hat Girls" te Voorschoten opgericht door Queen Mum Marlène. Op dit moment zijn er meer dan 110 chapters en er komen maandelijks nieuwe chapters bij.